# Museo dell'architettura finlandese
Il Museo dell'architettura finlandese (in finlandese Suomen arkkitehtuurimuseo) è situato ad Helsinki, Finlandia. 
Il museo è situato nel distretto di Ullanlinna, nello stesso distretto si trova anche il Museo del design. L'edificio che ospita il museo risale al 1899, progettato da Magnus Schjerfbeck in stile neoclassico ospitava in origine la Federazione delle società scientifiche finlandesi.
Il museo dell'architettura è stato fondato nel 1956 sulla base della collezione fotografica di schizzi e disegni dell'associazione finlandese degli architetti (SAFA). Nel 1952 venne conferita alla SAFA la collezione di Eliel Saarinen.
Il museo comprende un archivio con oltre 500.000 disegni e progetti di oltre 1000 architetti, soprattutto del XX secolo. Tra le collezioni individuali conferite nel tempo vi sono quelle di Sigurd Frosterus, Armas Lindgren, Eliel Saarinen e Lars Sonck, di epoca più recente quelle di Aulis Blomstedt, Pauli E. Blomstedt, Erik Bryggman, Hilding Ekelund, Jarl Eklund, Aarne Ervi, Yrjö Lindegren, Viljo Revell e Martti Välikangas. Alcuni anni fa si sono aggiunti gli archivi di Raili e Reima Pietilä e nel 2006 quello di Aarno Ruusuvuori. L'archivio di Alvar Aalto è invece custodito dalla fondazione omonima.
L'archivio fotografico comprende circa 80.000 immagini alle quali si aggiungono circa 30.000 diapositive.
Il museo custodisce inoltre il materiale dei principali concorsi di architettura svoltisi in Finlandia, sia i progetti sia i modellini, il più antico risale al alla fine del XIX secolo e rappresenta la chiesa di San Michele di Turku progettata da Lars Sonck.
Le biblioteca del museo comprende circa 33.000 volumi dedicati ai temi dell'architettura e dell'urbanistica.